# Since I’ve Been Loving You
Since I’ve Been Loving You – blues-rockowy utwór angielskiego zespołu Led Zeppelin, wydany na albumie Led Zeppelin III z roku 1970.
Utwór został nagrany na żywo w studiu, niemal bez żadnego miksowania. John Paul Jones grał w nim na organach Hammonda i używał pedałów basowych do partii basu. Z trzeciego albumu, „Since I’ve Been Loving You” był jedynym utworem, który był grany na koncertach jeszcze przed nagraniem go w studio, choć był najtrudniejszy z wszystkich do nagrania. Podobno Page zrobił sobie przerwę po serii nieudanych prób nagrań solówki – poszedł na spacer dookoła studia, aby odświeżyć umysł, na zewnątrz znalazł odpięty wzmacniacz, który szybko został wykorzystany, i Page nagrał solówkę już w kolejnym podejściu. Inżynier dźwięku Terry Manning nazwał ją „najlepszą rockową solówką gitarową wszech czasów”.
Słowa utworu przypominają utwór zespołu Moby Grape „Never”, z albumu z 1968 Grape Jam. Był to jeden z ulubionych zespołów Planta. Ponadto wstęp do utworu brzmi identycznie jak wstęp do utworu The Yardbirds „New York City Blues”.
Jest to jeden z niewielu utworów, w których można usłyszeć skrzypienie bębna taktowego Bonhama w nagraniu studyjnym – pozostałe to „The Ocean”, „The Rain Song”, „Ten Years Gone” i „Bonzo's Montreux”.
Utwór stanowi pokaz umiejętności wirtuozowskich członków zespołu, a w szczególności bluesowych solówek gitarowych Page’a. Grany był podczas tras koncertowych w latach 1970–1973, 1977, 1979–1980 oraz kilkukrotnie podczas tournée w roku 1975. Tuż przed trasą w 1975 Page złamał czwarty palec lewej ręki, co sprawiło, że na jakiś czas przestał grać „Since I’ve Been Loving You” oraz „Dazed and Confused”. Od roku 1977 Page włączał czasem do utworu fragmenty „Tea for One” z albumu Presence.

## Wersje
Wersje live „Since I’ve Been Loving You” można zobaczyć w koncertowym filmie The Song Remains the Same i na płycie Led Zeppelin DVD, a usłyszeć na How the West Was Won, Led Zeppelin BBC Sessions oraz na ścieżce dźwiękowej do The Song Remains the Same.
Page i Plant nagrali wersję tego utworu w 1994 – pojawiła się ona na albumie No Quarter: Jimmy Page and Robert Plant Unledded. Plant użył również fragmentu w swoim solowym utworze „White, Clean, and Neat”. Jason Bonham, syn perkusisty Led Zeppelin, również nagrał jego cover – utwór ukazał się na albumie w 1997 – In the Name of My Father – The Zepset – Live from Electric Ladyland.
Wersja live tego utworu pojawiła się na albumie BBC One Sessions Corinne Bailey Rae w 2006 roku.

## Twórcy
- Robert Plant – wokal
- Jimmy Page – gitary, słowa
- John Paul Jones – pedały basowe, organy Hammonda
- John Bonham – perkusja